# Loriculus amabilis
Loriculus amabilis là một loài chim trong họ Psittacidae.